# 沖縄県道223号魂魄之塔線
沖縄県道223号魂魄之塔線（おきなわけんどう223ごう こんぱくのとうせん）は沖縄県糸満市山城と米須とを結ぶ一般県道。

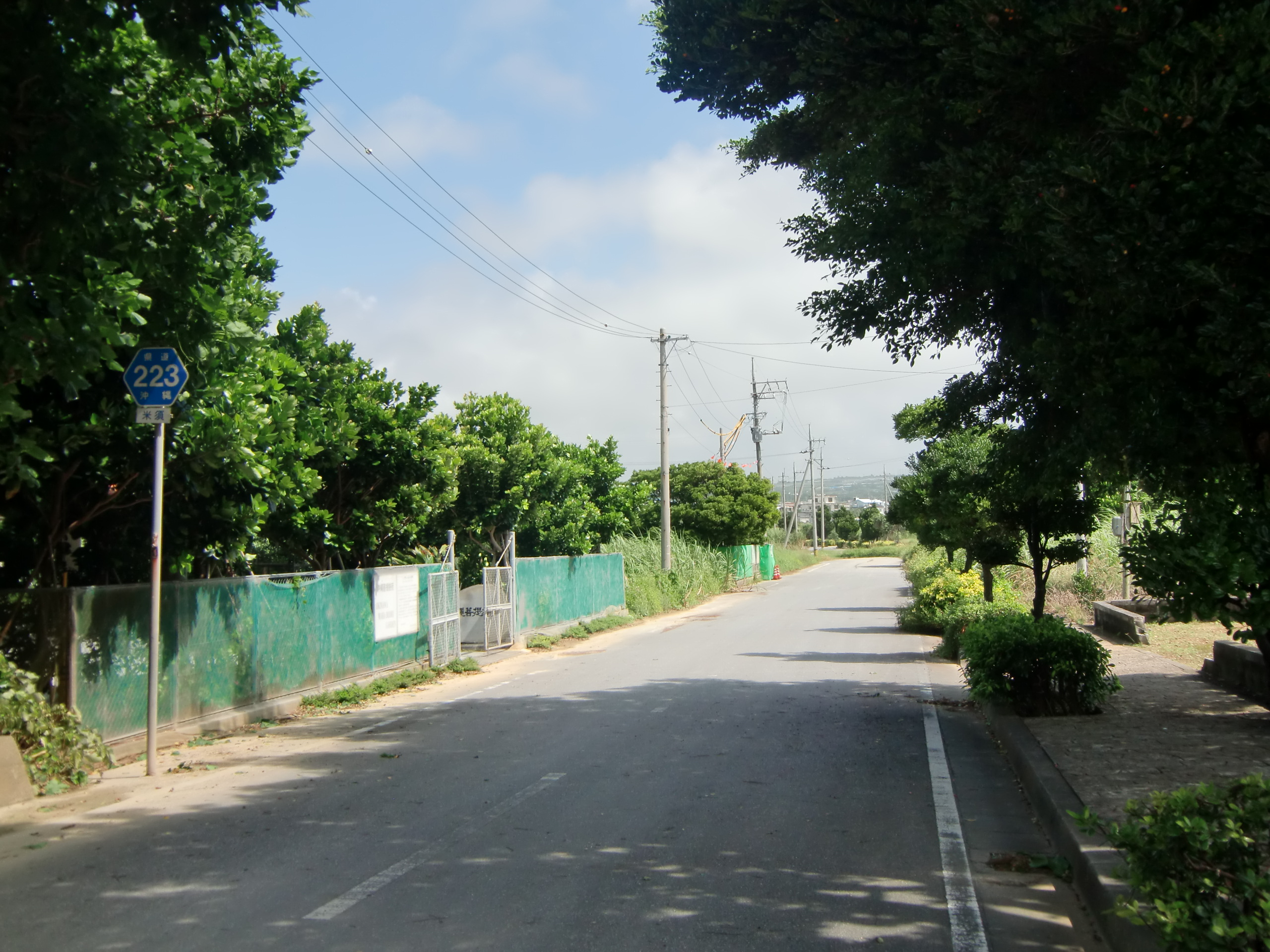
糸満市米須（2010年9月）

## 概要

### 区間
- 起点：糸満市字山城（沖縄県平和創造の森公園入口・糸満市道喜屋武山城線）
- 終点：糸満市字米須（国道331号）
- 総延長：1.65km（実延長も同じ）

### 通過自治体
- 糸満市

### 交差する路線
- 国道331号（終点）
- 国道507号（終点・国道331号と重複）
- 沖縄県道77号糸満与那原線（起点・予定、開通するまでは糸満市道喜屋武山城線）

### 主要施設
- 沖縄戦跡国定公園（全線とその周辺が指定）
- 沖縄県平和創造の森公園（起点・1993年第44回全国植樹祭開催地跡）
- 各種・各都道府県の戦跡慰霊碑（糸満市山城・米須）
  - 魂魄之塔
  - 東京の塔 ほか
- NTT西日本米須陸揚室
  - 先島諸島・大東諸島方面海底ケーブル陸揚所

## 歴史・特徴
- 1980年（昭和55年）に糸満市道から昇格・指定される。
- もともとは路線名の通り魂魄之塔が起点だったが、1993年（平成5年）に開かれた全国植樹祭の会場が決定した時に、魂魄之塔を通らずに会場入口まで路線を延長した（路線名はそのまま）。会場跡地は1998年（平成10年）に平和創造の森公園として開園した。
- 現在起点にそのまま接続する糸満市道だが、将来喜屋武岬などを沿岸部を回り名城や市役所のある潮崎町に結ぶかたちで沖縄県道77号糸満与那原線の延長が計画されている。